# Raphaël Stacchiotti
Raphaël Stacchiotti (ur. 9 marca 1992 w Luksemburgu) – luksemburski pływak, specjalizujący się w stylu grzbietowym, zmiennym, dowolnym i motylkowym.
Wystartował na igrzyskach olimpijskich w Pekinie (2008) na dystansie 200 metrów stylem dowolnym, zajmując 49. miejsce z czasem 1:52,01, a także w Londynie (2012) w wyścigu na 200 (17. miejsce z czasem 2:00,38) i 400 metrów stylem zmiennym, gdzie był 18. z czasem 4:17,20.
Jest wielokrotnym medalistą igrzysk małych państw Europy. W 2011 zdobył złoty medal na 200 i 400 m stylem dowolnym, 200 m stylem grzbietowym, 200 i 400 m stylem zmiennym oraz w sztafecie 4 × 200 m stylem dowolnym, a także srebrny w sztafecie 4 × 100 m stylem zmiennym i brązowy w sztafecie 4 × 100 m stylem dowolnym, w 2013 wywalczył złoto w sztafetach 4 × 100 m i 4 × 200 m stylem dowolnym oraz 4 × 100 m stylem zmiennym, natomiast w 2015 zdobył złoty medal na 200 i 400 m stylem zmiennym, 200 i 400 m stylem dowolnym, 100 m stylem motylkowym, sztafetach 4 × 100 m stylem zmiennym oraz 4 × 100 i 4 × 200 m stylem dowolnym.
Trzykrotny medalista mistrzostw Europy juniorów z Pragi (2009) i Helsinek (2010).

## Rekordy Luksemburga

### Indywidualne

#### Na długim basenie
Na podstawie:
- 200 m stylem dowolnym – 1:49,61 s ( Rzym, 27 lipca 2009)
- 400 m stylem dowolnym – 3:57,34 s ( Rzym, 26 lipca 2009)
- 800 m stylem dowolnym – 8:20,91 s ( Monterrey, 10 lipca 2008)
- 100 m stylem motylkowym – 54,30 s ( Reykjavík, 3 czerwca 2015)
- 200 m stylem zmiennym – 2:00,22 s ( Luksemburg, 28 stycznia 2012)
- 400 m stylem zmiennym – 4:17,20 s ( Londyn, 27 czerwca 2012)

#### Na krótkim basenie
Na podstawie:
- 200 m stylem dowolnym – 1:45,55 s ( Stambuł, 13 grudnia 2009)
- 400 m stylem dowolnym – 3:50,35 s ( Luksemburg, 1 grudnia 2012)
- 800 m stylem dowolnym – 8:17,17 s ( Luksemburg, 27 listopada 2011)
- 1500 m stylem dowolnym – 15:39,93 s ( Luksemburg, 27 listopada 2011)
- 50 m stylem grzbietowym – 24,65 s ( Luksemburg, 2 grudnia 2012)
- 100 m stylem grzbietowym – 53,79 s ( Doha, 3 grudnia 2014)
- 100 m stylem motylkowym – 53,06 s ( Netanja, 2 grudnia 2015, Mistrzostwa Europy w Pływaniu na krótkim basenie 2015)
- 200 m stylem motylkowym – 1:59,15 s ( Akwizgran, 17 października 2015)
- 100 m stylem zmiennym – 53,85 s ( Herning, 15 grudnia 2013)
- 200 m stylem zmiennym – 1:56,11 s ( Doha, 5 grudnia 2014)
- 400 m stylem zmiennym – 4:06,48 s ( Netanja, 3 grudnia 2015, Mistrzostwa Europy w Pływaniu na krótkim basenie 2015)

### Sztafetowe

#### Na długim basenie
Na podstawie:
- 4 × 100 m stylem dowolnym – 3:23,09 s ( Berlin, 18 sierpnia 2014)
- 4 × 200 m stylem dowolnym – 7:32,99 s ( Berlin, 23 sierpnia 2014)
- 4 × 100 m stylem zmiennym – 3:43,75 s ( Reykjavík, 4 czerwca 2015)
- sztafeta mieszana 4 × 100 m stylem zmiennym – 4:02,56 s ( Luksemburg, 1 lutego 2015)

#### Na krótkim basenie
Na podstawie:
- sztafeta mieszana 4 × 50 m stylem zmiennym – 1:46,48 ( Akwizgran, 17 października 2015)